# McPherson Peak
McPherson Peak är en bergstopp i Antarktis. Den ligger i Västantarktis. Chile gör anspråk på området. Toppen på McPherson Peak är 2 200 meter över havet.
Terrängen runt McPherson Peak är huvudsakligen bergig, men österut är den kuperad. Trakten är obefolkad. Det finns inga samhällen i närheten. 